# Stig Inge Bjørnebye
Stig Inge Bjørnebye (født 11. december 1969 i Elverum, Norge) er en tidligere norsk fodboldspiller og senere -træner, der som venstre back på Norges landshold deltog ved to VM-slutrunder (1994 og 1998) samt ved EM i 2000. I alt nåede han at spille 75 kampe og score ét mål for landsholdet.
På klubplan spillede Bjørnebye i hjemlandet hos Kongsvinger og Rosenborg. Derudover tilbragte han adskillige år hos engelske Liverpool og Blackburn. Med Rosenborg var han med til at vinde to norske mesterskaber, mens det i England blev til triumf i Liga Cuppen med både Liverpool og Blackburn.
I Danmark er Bjørnebye desuden kendt for sit lejeophold hos Brøndby IF i foråret 2000, hvortil han blev hentet af sin landsmand Åge Hareide.
Bjørnebye har efter sit karrierestop fungeret som træner, og var fra 2006 til 2007 cheftræner i IK Start. Han har desuden været assistenttræner på det norske landshold.